# Euphylloceras
Euphylloceras – rodzaj głowonogów z wymarłej podgromady amonitów, z rzędu Phylloceratida.
Żył w okresie kredy (apt).